# Open de Franche Comté 2005
L'Open de Franche Comté 2005 è stato un torneo di tennis facente parte della categoria ATP Challenger Series nell'ambito dell'ATP Challenger Series 2005. Il torneo si è giocato a Besançon in Francia dal 14 al 20 febbraio 2005 su campi in cemento indoor.

## Vincitori

### Singolare
Gaël Monfils ha battuto in finale  Christophe Rochus con il punteggio di 6–3, 2–6, 6–3

### Doppio
Jason Marshall /  Huntley Montgomery hanno battuto in finale  Michal Mertiňák /  Jean-Claude Scherrer con il punteggio di 6(7)–7, 6–2, 6–3